# 연천군체육회
연천군 체육회(Yeon cheon Sports Council)은 공설운동장 에  있습니다

## 체육회소개

### 역대회장
- 1대 : 김규선 전 연천군수
- 2대 : 김광철 연천군수, 장애인체육회장
- 3대 : 강정복
- 4대 : 최용만

사무국장
- 양석구

### 설립목적 및 주요사업
설립목적
체육운동을 전 군민화하며 체력증진 도모하고 학교체육 및 생활체육 진흥사업으로 1인1종목 갖기 전개.
건전하고 명랑한 사회 분위기 조성 및 활기찬 사회건설하고 경기단체 지도육성 및 선수 발굴 육성
주요사업
- 연천군민의날기념 체육대회 개최(격년제)
- KETF 국제주니어 테니스대회 개최
- 연천군수배 경기도 초중고 축구대회 개최
- 연천군수기 생활체육 대축전 개최
- 육상, 테니스, 궁도 등 도단위대회 개최
- 경기도체육대회 출전
- 경기도생활체육대축전 출전
- 종목별 도지사기(배)대회 출전
- 초등스포츠클럽, 경기스포츠빌리지 운영
- G-스포츠 테니스, 사이클 교실
- 운영군비 생활체육교실
- 운영생활체육지도자 체육교실 운영
- 신나는주말체육학교 운영

### 조직도
- 체육회장
- 사무국
- 상임이사
- 이사회
- 읍면체육회(8개)
- 종목별협회(18개)
- 클럽협회(105개)

## 단체현황
- 연천군육상연맹
- 연천군축구협회
- 연천군테니스협회
- 연천군탁구협회
- 연천군태권도협회
- 연천군궁도협회
- 연천군배드민턴협회
- 연천군볼링협회
- 연천군골프협회
- 연천군족구협회
- 연천군등산협회
- 연천군합기도협회
- 연천군게이트볼협회
- 연천군야구소프트볼협회
- 연천군그라운드골프협회
- 연천군파크골프협회
- 연천군보디빌딩협회
- 연천군배구협회
- 연천군수영협회
- 연천군바둑협회